# Agatha Christie: ucigașul ABC
Agatha Christie: ucigașul ABC (în engleză The ABC Murders) este o miniserie BBC One din 2018, o adaptare a romanului Ucigașul ABC scris de Agatha Christie. A fost transmisă în trei părți în 26-28 decembrie 2018, ca o adaptare de Sarah Phelps în regia lui Alex Gabassi. În rolul principal a interpretat John Malkovich ca Hercule Poirot, cu Rupert Grint, Andrew Buchan, Tara Fitzgerald și Shirley Henderson în rolurile secundare.
Seria a fost lansată pe DVD de Universal Pictures UK la 11 martie 2019.

## Personaje

### Personaje principale
- John Malkovich - Hercule Poirot[5]
- Rupert Grint - Inspector Crome[5]
- Andrew Buchan - Franklin Clarke[5]
- Eamon Farren - Alexander Bonaparte Cust[5]
- Jack Farthing - Donald Fraser[5]
- Gregor Fisher - Dexter Dooley[5]
- Tara Fitzgerald - Lady Hermione Clarke[5]
- Henry Goodman - Sidney Prynne[5]
- Shirley Henderson - Rose Marbury[5]
- Bronwyn James - Megan Barnard[5]
- Freya Mavor - Thora Grey[5]
- Kevin McNally - Inspector Japp[5]
- Michael Shaeffer - Sergeant Yelland[5]

### Personaje secundare
- Eve Austin - Betty Barnard[5]
- Anya Chalotra - Lily Marbury[5]
- Lizzy McInnerny - Jenny Barnard[5]
- Cyril Nri - Father Anselm[5]
- Suzanne Packer - Capstick[5]
- Christopher Villiers - Sir Carmichael Clarke[5]
- Shane Attwooll - Detective Bunce[3]
- Terenia Edwards - Miss Leigh[3]
- Tamzin Griffin - Alice Asher[3]
- Neil Hurst - Benny Grew[3]
- Ian Pirie - Peter Asher[3]
- Karen Westwood - Mrs. Kirkham[3]
- Lorenzo Harani - Refugee Man[6]

## Episoade
| Nr. în serie | Titlu       | Regizat de   | Scris de     | Data difuzării    | UK telespectatori (milioane) |
| --- | ----------- | ------------ | ------------ | ----------------- | ---------------------------- |
| 1 | „Episode 1” | Alex Gabassi | Sarah Phelps | 26 decembrie 2018 | 8.65                         |
| Poirot a primit scrisori semnate de A.B.C., în care este batjocorit și sunt prezise viitoare crime. Potrivit acestora, prima victimă va fi în Andover la 31 martie. Poirot se duce la poliția metropolitană pentru a le oferi aceste informații, dar conținutul scrisorilor este respins de inspectorul Crome, care l-a înlocuit pe inspectorul pensionar Japp, ca o farsă de 1 aprilie. Poirot îl caută pe Japp, dar acesta moare brusc în prezența sa. Când Alice Asher este găsită într-adevăr ucisă, urmată rapid de Betty Barnard din Bexhill, inspectorul Crome ia scrisorile mai în serios. Cu toate acestea, el refuză toate ofertele de ajutor ale lui Poirot și îi confiscă hârtiile, crezând că știe cine este ucigașul. Fără știrea lui Poirot și a poliției, un vânzător ambulant, Alexander Bonaparte Cust, s-a întâlnit cu ambele victime înainte de moartea acestora. Sosește o nouă scrisoare care precizează că următoarea locație și victima vor începe cu litera C, dar Crome refuză din nou ajutorul lui Poirot, afirmându-și convingerea că Poirot a mințit în legătură cu acreditările sale din Belgia și, prin urmare, nu poate avea încredere în acesta. |             |              |              |                   |                              |
| 2 | „Episode 2” | Alex Gabassi | Sarah Phelps | 27 decembrie 2018 | 7.03                         |
| Poirot primește o altă scrisoare de la A.B.C. de la o vecină care a primit-o din greșeală. Se precizează că următoarea crimă va avea loc în orașul Churston. El telefonează la casa lui Sir Carmichael Clarke pentru a-l avertiza, doar pentru a afla că a fost deja ucis. Poirot realizează că A.B.C. ucide în locule în care el a fost anterior, atunci când descoperă o tăietură din ziar care confirmă că a ajutat la nașterea unui copil într-un tren, care se oprise în Andover. O altă scrisoare indică faptul că Doncaster este următoarea locație, cu A.B.C. semnând „Giddy-Up” (Dii!). Crome și Poirot merg la Doncaster, iar Crome crede că următoarea crimă va avea loc la hipodrom. De fapt, următoarea victimă este un ventriloc pe nume Dexter Dooley. Cu toate acestea, A.B.C. ucide din greșeală pe altcineva. |             |              |              |                   |                              |
| 3 | „Episode 3” | Alex Gabassi | Sarah Phelps | 28 decembrie 2018 | 6.93                         |
| Cust se trezește în toaleta bărbaților din gara de la Embsay. El găsește aici cadavrul unei alte victime, Ernie Edwards, precum și arma crimei în mâna sa. Fuge de la locul crimei, aruncând cuțitul împreună cu pălăria și haina. Poirot găsește un pachet de ciorapi în valiza victimei și după ce a vizitat compania de vânzări, identifică criminalul ca fiind Alexander Bonaparte Cust, care este arestat în curând. După ce l-a vizitat pe Cust, care are o tumoare pe creier și suferă de dureri de cap constante, convulsii și goluri de memorie, și a vorbit cu el, Poirot se îndoiește de vinovăția sa. Fratele lui Sir Carmichael, Franklin, îi mulțumește lui Poirot pentru că l-a prins pe criminal și bea un coniac cu el. Ulterior, el este arestat de Crome, deoarece amprenta sa, luată de pe paharul de coniac, se potrivește cu cea de pe mașina de scris din camera lui Cust. Poirot își dă seama că Alexander Bonaparte Cust a fost folosit de Franklin, care l-a ajutat să devină un vânzător de ciorapi. Prima și a doua crimă au fost doar pentru a acoperiri uciderea lui Sir Carmichael, astfel încât fratele său să-i poată moșteni banii, după ce Lady Hermione ar fi murit de cancer. Franklin este spânzurat pentru crime și într-un flashback din Belgia în timpul războiului, se dezvăluie că Poirot a fost de fapt un preot, a cărui congregație a fost ucisă în biserica sa ca parte a Violului Belgiei din primele luni ale conflagrației (1914). |             |              |              |                   |                              |